# Thân vương quốc Schaumburg-Lippe
Schaumburg-Lippe, còn được gọi là Lippe-Schaumburg, là một nhà nước nhỏ thuộc Đế chế La Mã Thần thánh, được thành lập vào năm 1647 dưới hình thức là một Bá quốc. Năm 1807 nó được nâng lên thành Thân vương quốc sau khi tham gia Liên bang Rhein và trở thành chư hầu của Hoàng đế Napoleon.
Thân vương quốc Schaumburg-Lippe trở thành một nhà nước trong Đế quốc Đức và nó là bang nhỏ nhất trong đế chế này, với diện tích chỉ 340 km2 và dân số hơn 40.000 người. Lãnh thổ của cựu Thân vương quốc Schaumburg-Lippe hiện nay nằm trong bang Hạ Sachsen của Cộng hòa Liên bang Đức.